# Victor Oehrn
Victor Oehrn (* 21. Oktober 1907 in Kedabek, Aserbaidschan; † 26. Dezember 1997 in Bonn) war ein deutscher Marineoffizier und U-Boot-Kommandant während des Zweiten Weltkriegs.

## Laufbahn
Oehrn trat am 1. Oktober 1927 als Seekadett in die Reichsmarine ein. Nach seiner Infanterieausbildung in Stralsund wurde er am 1. Oktober 1927 zum Seekadetten befördert. Im Anschluss daran erhielt er seine Bordausbildung auf dem Kreuzer Berlin, absolvierte den Fähnrichslehrgang an der Marineschule Mürwik in Flensburg-Mürwik und machte zwei Navigationsbelehrungsfahrten auf dem Tender Frauenlob und dem Vermessungsschiff Meteor.
Anschließend absolvierte Oehrn eine weitere Bordausbildung auf dem Leichten Kreuzer Königsberg. Er wurde im Juni 1931 zum Oberfähnrich zur See und im Oktober desselben Jahres zum Leutnant zur See befördert. Auf der Königsberg fuhr er bis zum Herbst 1932 als Divisionsleutnant. Anschließend war er Kompanie- und Ausbildungsoffizier bei der Schiffsstammdivision in Stralsund. Im Juni 1933 wurde er zum Oberleutnant zur See befördert und anschließend bis Sommer 1935 als Ausbildungsoffizier auf dem leichten Kreuzer Karlsruhe verwendet.
Im Juli 1935 wechselte er zur neu geschaffenen U-Bootwaffe. Er wurde der U-Flottille Weddigen zugeteilt, deren Chef zu dieser Zeit Karl Dönitz war. Im Januar 1936 erhielt er das Kommando auf U 14, das er bis zum 4. Oktober 1937 innehatte. Im Oktober 1936 wurde Oehrn zum Kapitänleutnant befördert. In den folgenden Jahren war er Kompaniechef an der Marineschule Mürwik, diente im Stab des Kommandierenden Admirals der Ostsee und war schließlich erneut Kompanieführer bei der Stralsunder Schiffsstammabteilung. Von November 1938 bis August 1939 erhielt Oehrn eine Ausbildung an der Marine-Akademie. In dieser Zeit fuhr er zeitweise auf dem Leichten Kreuzer Leipzig und dem Aviso Grille.

## Zweiter Weltkrieg
Da Oehrn als einer der wenigen U-Boot-Kommandanten die Marine-Akademie absolviert hatte, wurde er als Admiralstabsoffizier in den Stab des FdU beordert. Dönitz hatte eine hohe Meinung von Oehrn, bezeichnete ihn als "urteilsfähigen Admiralstabsoffizier" und schrieb ihm einen großen Anteil am Entschluss zu, die Planung der Unternehmung Günther Priens nach Scapa Flow, dem Stützpunkt der britischen Home Fleet anzugehen, die dieser Mitte Oktober mit U 47 durchführte. Im Januar des Folgejahres erhielt Oehrn das Eiserne Kreuz Zweiter Klasse. Im Mai 1940 wurde Oehrn Kommandant auf U 37, das er bis Oktober desselben Jahres befehligte. Mit diesem Boot unternahm er – erst von Wilhelmshaven, später von Lorient aus – vier Feindfahrten und versenkte insgesamt 24 Schiffe mit zusammen 104.746 BRT.
Im Sommer 1940 wurde ihm das Eiserne Kreuz Erster Klasse und im Oktober das Ritterkreuz des Eisernen Kreuzes verliehen. Im Anschluss an sein Bordkommando wurde er zum Ersten Admiralstabsoffizier (Asto) unter Karl Dönitz ernannt. Im August 1941 wurde zum Korvettenkapitän befördert und im November desselben Jahres zum Führer der U-Boote Italien ernannt; gleichzeitig bekleidete er die Position des 1. Admiralstabsoffiziers U-Boote Italien. Im selben Monat wurde Oehrn mit dem Italienischen Kriegskreuz mit Schwertern ausgezeichnet.
Während einer Dienstreise in Nordafrika im Juli 1942 wurde Oehrn bei El Alamein schwer verwundet und geriet in britische Kriegsgefangenschaft in Alexandria. Mit Hilfe des Internationalen Komitees vom Roten Kreuz gelangte er im November 1943 durch einen Gefangenenaustausch nach Deutschland zurück. Von Ende Juni 1944 bis August 1944 war er Führer der U-Boote Mitte. Im August 1944 wurde Oehrn zum Fregattenkapitän befördert. Das Kriegsende erlebte er als Leiter der Operationsabteilung des Oberkommandos der Marine.

## Nachkriegszeit
Nach Kriegsende diente Oehrn zunächst im Deutschen Minenräumdienst, aus dem er im August 1945 entlassen wurde.
Von März 1960 bis Mai 1963 war er Vorsitzender der Marine-Offizier-Vereinigung.